# Theonoe
Genre
Synonymes
- Marianana Georgescu, 1989

Theonoe est un genre d'araignées aranéomorphes de la famille des Theridiidae.

## Distribution
Les espèces de ce genre se rencontrent en Europe, en Afrique de l'Est et en Amérique du Nord.

## Liste des espèces
Selon World Spider Catalog (version 16.0, 30/06/2015) :
- Theonoe africana Caporiacco, 1947
- Theonoe formivora (Walckenaer, 1841)
- Theonoe major Denis, 1961
- Theonoe minutissima (O. P.-Cambridge, 1879)
- Theonoe sola Thaler & Steinberger, 1988
- Theonoe stridula Crosby, 1906

## Publication originale
- Simon, 1881 : Les arachnides de France. Paris, vol. 5, p. 1-180 (texte intégral).